# Tiro com arco nos Jogos Paralímpicos de Verão de 2020
As competições de tiro com arco nos Jogos Paralímpicos de Verão de 2020 foram disputadas entre 27 de agosto e 4 de setembro de 2021 no Yumenoshima Park, em Tóquio, Japão. Os atletas que disputarão o tiro com arco possuem deficiência física e se locomovem por cadeira de rodas.

## Eventos
Os atletas são classificados conforme a extensão de sua deficiência, fazendo com que compitam com atletas que tenham uma deficiência semelhante.
Existem duas categorias de competição no tiro com arco paralímpico:
- Abertas (Aberto) - Atletas com deficiência física e que utilizam cadeira de rodas ou que não tenham equilíbrio. Estes atletas competem em pé, com a ajuda de suportes, ou sentados. Atletas nesta categoria competirão em seis eventos.[2]
- W1 - Atletas com deficiência física e que utilizam cadeira de rodas para realizar os disparos. Nesta categoria, atletas podem utilizar arcos modificados ou arcos recurvos, desde que atendam as exigências do Comitê.[2]

Uma terceira categoria, V1, para atletas com deficiência visual, não faz parte desta edição dos Jogos.
| Individual masculino | Individual masculino | Individual masculino | Individual feminino | Individual feminino | Individual feminino | Pares mistos | Pares mistos | Pares mistos |
| Composto             | Composto             | Recurvo              | Composto            | Composto            | Recurvo             | Composto     | Composto     | Recurvo      |
| -------------------- | -------------------- | -------------------- | ------------------- | ------------------- | ------------------- | ------------ | ------------ | ------------ |
| W1                   | Aberto               | Aberto               | W1                  | Aberto              | Aberto              | W1           | Aberto       | Aberto       |

## Medalhistas
| Evento                                    | Ouro                                         | Prata                                                  | Bronze                                       |
| ----------------------------------------- | -------------------------------------------- | ------------------------------------------------------ | -------------------------------------------- |
| Arco composto W1 masculino (Detalhes)     | David Drahonínský CZE República Checa        | Nihat Türkmenoğlu TUR Turquia                          | Bahattin Hekimoğlu TUR Turquia               |
| Arco composto aberto masculino (Detalhes) | He Zihao CHN China                           | Ramezan Biabani IRI Irã                                | Ai Xinliang CHN China                        |
| Arco recurvo aberto masculino (Detalhes)  | Kevin Mather USA Estados Unidos              | Zhao Lixue CHN China                                   | Harvinder Singh IND Índia                    |
| Arco composto W1 feminino (Detalhes)      | Chen Minyi CHN China                         | Šárka Musilová CZE República Checa                     | Victoria Rumary GBR Grã-Bretanha             |
| Arco composto aberto feminino (Detalhes)  | Phoebe Paterson Pine GBR Grã-Bretanha        | Mariana Zúñiga CHI Chile                               | Maria Andrea Virgilio ITA Itália             |
| Arco recurvo aberto feminino (Detalhes)   | Zahra Nemati IRI Irã                         | Vincenza Petrilli ITA Itália                           | Wu Chunyan CHN China                         |
| Arco composto W1 misto (Detalhes)         | China (CHN) Chen Minyi Zhang Tianxin         | República Checa (CZE) David Drahonínský Šárka Musilová | RPC (RPC) Elena Krutova Aleksei Leonov       |
| Arco composto aberto misto (Detalhes)     | China (CHN) Lin Yueshan He Zihao             | Turquia (TUR) Öznur Cüre Bülent Korkmaz                | RPC (RPC) Stepanida Artakhinova Bair Shigaev |
| Arco recurvo aberto misto (Detalhes)      | RPC (RPC) Margarita Sidorenko Kirill Smirnov | Itália (ITA) Elisabetta Mijno Stefano Travisani        | China (CHN) Wu Chunyan Zhao Lixue            |